# Michael Vyner
Michael Vyner (* 1943; † 20. Oktober 1989) war ein britischer Musiker.

## Leben
Vyner war von 1972 bis 1989 künstlerischer Leiter der London Sinfonietta.
Vyner war seit den frühen 1960er Jahren mit Hans Werner Henze befreundet, mit dem er zusammen musizierte, politisch aktiv war und den er zu  Auftragswerken für die London Sinfonietta verpflichtete. Vyner starb an Aids.
Henze widmete nach Vyners Ableben ihm die Komposition Requiem, im ersten Teil uraufgeführt 1990, Auftraggeber war die London Sinfonietta. Peter Maxwell Davies komponierte aus demselben Anlass eine Threnody on a Plainsong for Michael Vyner. Auch die Komponisten  Luciano Berio, Harrison Birtwistle, Toru Takemitsu, Oliver Knussen, Henryk Górecki und Nigel Osborne waren an dem Gedächtniskonzert der London Sinfonietta am 6. Mai 1990 mit Neukompositionen beteiligt. Henzes Werk wurde vollständig am 24. Februar 1993 beim WDR in Köln unter Ingo Metzmacher mit dem Ensemble Modern uraufgeführt.
Zwischen 1990 und 2004 förderte der postum eingerichtete "Michael Vyner Trust" junge Komponisten.

## Beiträge
- The London Sinfonietta and Its World Tour, in: Tempo. Cambridge University Press, Nr. 119, Dez., 1976, S. 16–19, Tempo, Zeitschrift für moderne Musik (en)